# Дрвар (громада)
Дрвар (хорв. і босн. Opština Drvar, серб. Општина Дрвар) — боснійська громада, розташована в Герцег-Босанському кантоні Федерації Боснії і Герцеговини. Адміністративним центром є місто Дрвар.
| Боснія і Герцеговина | Це незавершена стаття з географії Боснії і Герцеговини. Ви можете допомогти проєкту, виправивши або дописавши її. |